# 老桥 (海德堡)

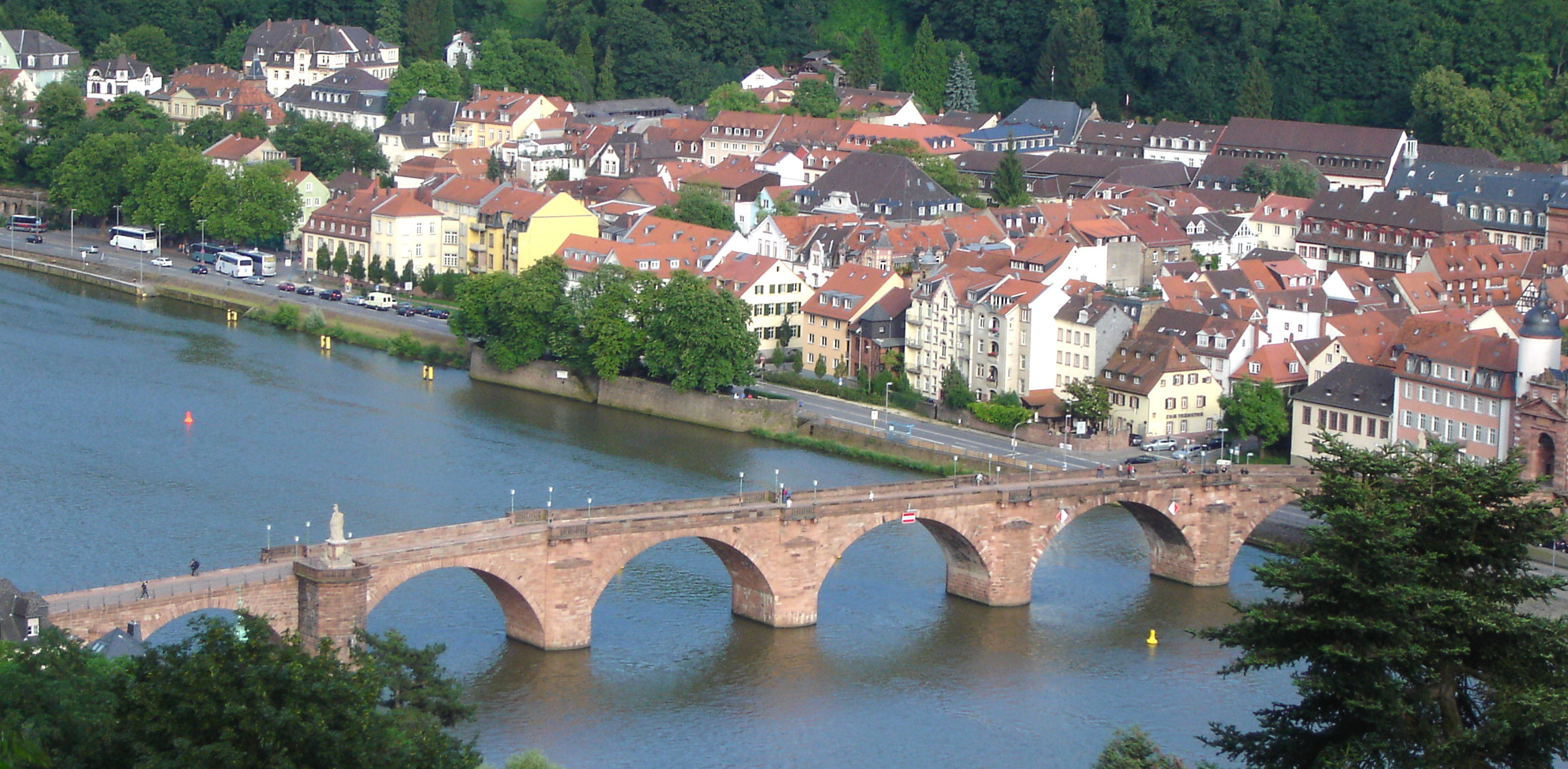
老桥

老桥（德語：Alte Brücke），正式名称为卡尔-特奥多桥（Karl-Theodor-Brücke），是德国海德堡内卡河上的一座桥梁，长200米，宽7米，它连接了海德堡老城与内卡河对岸的Neuenheim区。目前的老桥由卡尔·特奥多（Karl Theodor）兴建于1788年，已经是这个地点修建的第9座桥梁。如今，老桥是海德堡的著名景点之一。
老桥这个非正式名称，开始于1877年在其西面修建了内卡河上第二座桥梁，特奥多尔豪斯桥（Theodor-Heuss-Brücke）之后桥南端的桥门自中世纪已经存在。
今天海德堡地区最初的桥梁建于古罗马时期，横跨内卡河的木桥。罗马时代以后，海德堡近千年时期内没有桥梁。大约在12世纪末到13世纪初，内卡河上才再度建桥。这些桥梁寿命都不太长久：1288年、1308年、1340年、1400年、1470年，先后有5座桥被冰摧毁。
1783年的冬天异常寒冷多雪，造成1784年春天灾难性的洪水，冲毁了老桥。洪水过后，开始规划重建桥梁。1786年开始动工，1788年10月或11月完成。

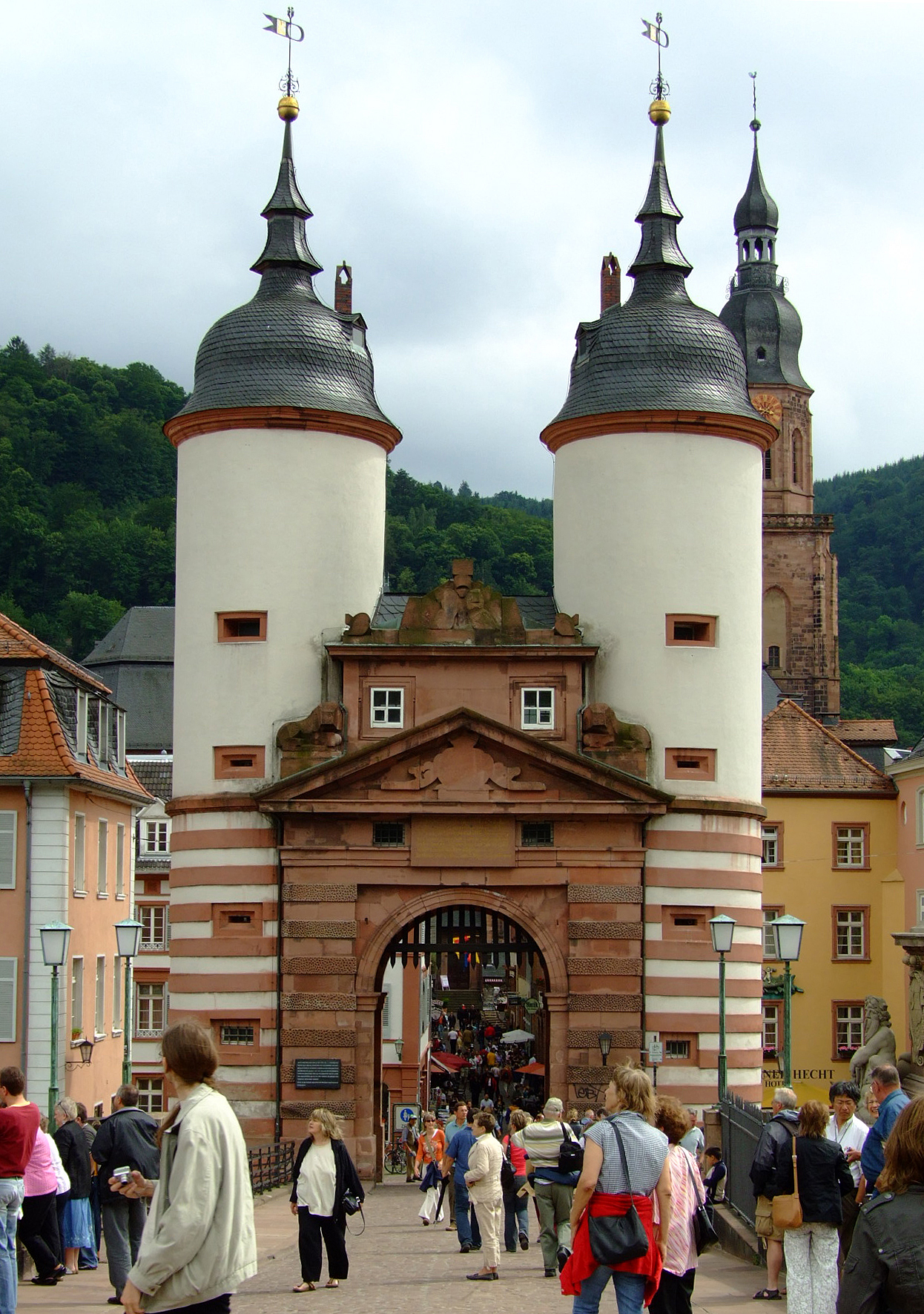
桥门

老桥南侧的桥门是中世纪建筑，两侧为28米高的双塔。